# Automolis silacea
Automolis silacea är en fjärilsart som beskrevs av Carl Plötz 1880. Automolis silacea ingår i släktet Automolis och familjen björnspinnare. Inga underarter finns listade i Catalogue of Life.